# العلاقات الجزائرية الفلسطينية
العلاقات الجزائرية الفلسطينية هي العلاقات الحالية والتاريخية بين فلسطين والجزائر. تعد العلاقات الفلسطينية الجزائرية علاقات قوية ودائمة منذ بدايتها وحتى اليوم. يجدر الإشارة إلى أن الجزائر تعترف بحل الدولتين.
فلسطين والجزائر عضوان في جامعة الدول العربية ومنظمة التعاون الإسلامي وحركة عدم الانحياز والاتحاد من أجل المتوسط وعدد آخر من المنظمات العالمية والإقليمية. كما أن لفلسطين سفارة في الجزائر العاصمة، إلا أن الجزائر لا تمتلك سفارة داخل فلسطين وإنما تم اعتماد سفارة الجزائر في دمشق بسوريا كسفارة جزائرية لدى فلسطين.

## التاريخ
رأى الفلسطينيون في الجزائر مثلا يُقتدى به منذ نَيْل الجزائر لاستقلالها من فرنسا عام 1962؛ حيث نظر الشعب الفلسطيني إلى حرب الاستقلال الجزائرية -التي استمرت منذ عام 1954 حتى 1962- على أنها نموذج يُقتدى به ويُتَعلَّم منه في صراعه لنيل استقلاله. فكانت الجزائر من اوائل الدول التي تعترف بمنظمة التحرير الفلسطينية فتم افتتاح أول مكتب للمنظمة في صيف عام 1965
وعين سعيد السبع  كاول مدير لمكتب منظمة التحرير الفلسطينية بعد انتصار الثورة الجزائرية حيث ساهم بحملة تعريب الجزائر من خلال إرسال الفان وخمسمائة مدرس فلسطيني بناء على طلب الحكومة الجزائرية كما قام بتوقيع اتفاق مع وزارة الدفاع الجزائرية لتدريب الضباط الفلسطينيين فتم تخريج أول دفعة من كلية شرشال العسكرية في عام 1966 بحضور الرئيس هواري بو مدين ورئيس الاركان طاهر زبيري ومدير كلية شرشال العسكرية العقيد عباس.
في 23 يوليو 1968، اختطفت الجبهة الشعبية لتحرير فلسطين طائرة إسرائيلية متوجهه إلى إيطاليا ووجهتها إلى الجزائر حيث هبطت في مطار هواري بومدين الدولي. أطلقت السُلطات الجزائرية سراح الركاب غير الإسرائيليين والركاب النساء والأطفال، فيما أبقت على 12 إسرائيليًا، تفاوضت عليهم لاحقًا مع الحكومة الإسرائيلية عبر وسطاء وأطلقت سراحهم بعد 40 يومًا مقابل 15 أسيرًا فلسطينيًا في سجون الاحتلال الإسرائيلي.
بعد ان انهى سعيد السبع فترة خدمته في الجزائر كرمه الرئيس هواري بو مدين وقيادة الثورة الجزائرية بان منحه سيف الأمير عبد القادر الجزائري والذي يعتبر مؤسس الدولة الجزائرية الحديثة ورمز للمقاومة الجزائرية ضد الاستعمار والاضطهاد الفرنسي.
كما زار مؤسس منظمة التحرير الفلسطينية ورئيسها أحمد الشقيري الجزائر وعقد اجتماع مع الرئيس هواري بو مدين.
في عام 1974 تم افتتاح سفارة فلسطينية في الجزائر، وفي نفس العام نالت منظمة التحرير الفلسطينية صفة مراقب في الأمم المتحدة خلال الدورة 29 للجمعية العامة للأمم المتحدة عندما كان عبد العزيز بوتفليقة رئيسا لهذه الدورة. في عام 1975 قامت الجزائر برعاية والتصويت لصالح قرار الجمعية العامة للأمم المتحدة رقم 3379 والذي نص على أن الصهيونية حركة عنصرية -في عام 1991 تم إلغاء هذا القرار بقرار الجمعية العامة للأمم المتحدة 46/86، حيث قامت الجزائر حينها بالتصويت ضد القرار المُلغِي-. بعد اتفاقية كامب ديفيد قامت الجزائر بقطع جميع العلاقات الدبلوماسية مع مصر، واستمرت الجزائر بدعم الفلسطينيين ولكن هذه المرة بشكل أقل من ذي قبل.
خلال الانتفاضة الفلسطينية الأولى أدانت الجزائر بشدة الممارسات الإسرائيلية وعقدت قمة طارئة لجامعة الدول العربية عام 1988 توصلت إلى قرار بدعم الانتفاضة ماليا.
اعتقلت إسرائيل في فبراير 1988 أربع جزائريين كانوا ضمن قوى الثورة الفلسطينية.
بعد إعلان الاستقلال الفلسطيني في 15 نوفمبر 1988، كانت الجزائر أوّل دولة تعترف بدولة فلسطين وذلك في نفس يوم إعلان الاستقلال وقامت بإنشاء علاقات دبلوماسية كاملة معها بحلول يوم 18 ديسمبر 1988. لكن فيما بعد دخلت الجزائر في حالة من الاضطراب السياسي مع اندلاع الحرب الأهلية فيها بعد انتخابات البرلمان الجزائري التي أُجريت في ديسمبر 1991 والتي ألغاها الجيش الجزائري في يناير 1992.

## العلاقات الحالية
بعد اتفاقيات أوسلو عام 1993 استمرت الجزائر في دعمها للقضية الفلسطينية بشكل كبير، كما أنها أيّدت أيضا مبادرة السلام العربية عام 2002. انتهج كل من الرئيسين الجزائريين اليمين زروال وعبد العزيز بوتفليقة سياسة التوازن والاعتدال في دعم القضية الفلسطينية والعمل مع الولايات المتحدة والقوى العالمية الأخرى لايجاد حل سلمي في الشرق الأوسط.
خلال الحرب على غزة 2008–2009، صرّح رئيس الوزراء الجزائري أحمد أويحيى قائلا «باسم الحكومة، أُعّبر عن إدانتنا الشديدة للجرائم ضد الإنسانية التي ارتكبتها إسرائيل في أسبوع ضد سكان غزة». بعد مجزرة أسطول الحرية عام 2010 التي ارتكبتها إسرائيل، قامت الجزائر بادانة الهجوم على أسطول المساعدات المتوجه إلى غزة «بأشد العبارات»، وطالبت المجتمع الدولي برد «قوي وبالاجماع». كما أنه خلال الحرب على غزة 2012، أدانت الجزائر بشدة -من خلال المتحدث باسم وزارة الشؤون الخارجية عمار بلاني- «العدوان الإسرائيلي على قطاع غزة» وحثّت كل من مجلس الأمن التابع للأمم المتحدة والمجتمع الدولي بتحمل مسؤولياتهم تجاه «وضع حد لهذا التصعيد الخطير». في 29 نوفمبر 2012، صوّتت الجزائر لصالح قرار الجمعية العامة للأمم المتحدة 67/19 الذي ينص على منح فلسطين صفة دولة مراقبة غير عضو في الأمم المتحدة. وخلال الحرب على غزة 2014، حثَّ وزير الخارجية الجزائري رمطان لعمامرة المجتمع الدولي للتصرف لكف الهجمات الإسرائيلية ضد الفلسطينيين واحترام هدنة نوفمبر 2012، وقال العمامرة «بينما ندين بأشد العبارات الهجوم الوحشي ضد الشعب الفلسطيني الأعزل نحن نؤمن بأن هذه الهجمات شجعها صمت المجتمع الدولي الراضي على السياسيات الإسرائيلية التوسعية وتأثيرها السلبي على السلام والأمن في المنطقة»، وأكّد أيضا على ضرورة اتخاذ إجراءات عاجلة في إطار الأمم المتحدة للوصول لصيغة تُرغِم إسرائيل بوقف أعمالها العدوانية على غزة.
استشهد خلال الحرب الإسرائيلية على قطاع غزة عام 2014 فلسطينيان اثنان من أصول جزائرية.
استضافت الجزائر لقاءات متوالية بعد إعلانها مبادرة للمصالحة بين الفصائل الفلسطينية في ديسمبر 2021. في 13 أكتوبر 2022، وقعت الفصائل الفلسطينية في الجزائر على وثيقة عامة تحت اسم (إعلان الجزائر) تفرض عليها اتفاق للمصالحة وتلتزم بموجبه إجراء انتخابات تشريعية ورئاسية خلال عام.
في 7 يوليو 2023، أعلنت الجزائر عن مساهمتها بمبلغ 30 مليون دولار لإعادة إعمار مخيم جنين بعد العملية العسكرية الإسرائيلية في جنين ومخيمها.

### مشاركة الجزائر في مجلس الأمن
وفي 2 فبراير 2024، صاغت الجزائر مشروع قرار لمجلس الأمن الدولي يطالب بوقف فوري لإطلاق النار لأسباب إنسانية في الحرب الدائرة بين إسرائيل وحركة "حماس" في قطاع غزة منذ السابع من أكتوبر الماضي، لكن استخدمت الولايات المتحدة في 20 فبراير حق النقض (الفيتو) ضد مشروع القرار الجزائري رغم تأييد 13 دولة وامتناع دولة واحدة هي بريطانيا.
أدان المندوب الجزائري لدى الأمم المتحدة، عَمَّار بن جَامْع، عدم اتخاذ أي إجراء من قبل المجلس، لأن "مجلس الأمن لم يتمكن مرة أخرى من الاستجابة لتطلعات الشعوب وَنداءاتها. هذا الفشل لا يعفي المجلس من مسؤولياته، ولا يخفف من واجبات المجتمع الدولي تجاه الشعب الفلسطيني الأعزل". أضافَ بن جامع «اسألوا أنفسكم وضمائركم عن نتيجة قرارتكم وكيف سيحكم التاريخ عليكم» وَأعرب عن التزام الجزائر بمواصلة الدفاع عن حقوق الفلسطينيين قائلًا «قبل أن أختم أقول للجميع إننا سندفن شهداءنا هذا المساء برفح، بغزة، بكل فلسطين، وَأنّ الجزائر ستعود غدا باسم الأمة العربية والإسلامية وأحرار العالم ومعنا أرواح الآلاف من الأبرياء التي أزهقها المحتل الإسرائيلي من دون حساب ولا عقاب، ستعود الجزائر لتدقّ أبواب مجلس الأمن مرة أخرى، وتطالب بوقف حمام الدم في فلسطين. ولن نتوقف حتى يتحمل هذا المجلس كامل مسؤولياته، ويفرض وقف إطلاق النار فوريًا فإن لنا نفوسا لا تمل وعزيمة لا تكل»، بغض النظر عن معارضة أعضاء آخرين في المجلس. وَيتماشى موقف الجزائر مع الدول الأخرى التي تدعو إلى إنهاء الصراع وَالسعي لحل سلمي.